# 레온 3세
레온 3세 이사브로스(그리스어: Λέων Γ' ο Ίσαυρος, 685년경 - 741년 6월 18일)는 717년 3월 25일 반란으로 동로마 제국의 황제가 되어 741년 죽을 때까지 통치했다. 동로마 제국의 오랜 혼란을 끝내고 제위에 올라 재위 기간 중 아랍인의 침공을 성공적으로 막아내었으나 성상파괴 명령으로 제국 내 오랜 종교 갈등을 가져오기도 하였다.

## 생애

### 어린 시절
레온 3세는 콤마게네 왕국 당시의 게르마니키아(오늘날 튀르키예의 카흐라만마라시)의 평범한 농민 집안에서 태어났는데 유스티니아누스 2세의 대규모 이주정책으로 어린 나이에 트라키아로 이사했다. 705년 유스티니아누스가 복위할 때 양 500마리를 내주어 도와준 결과 고위직인 스파타리우스(spatharius)의 자리에 올랐고 뛰어난 외교술로 동방에서 공을 세웠다. 715년 아나스타시우스 2세의 치세에는 소아시아에서 가장 큰 테마인 아나톨리콘의 사령관(스트라테고스)이 되었다. 이때 아랍 제국과의 성공적인 외교로 그들의 침입을 저지했는데 이때 사라센의 지원을 받았다는 의혹이 있다.
테오도시우스 3세가 황제가 되자 레온은 아르메니아콘 테마의 아르타바스두스를 자기 편으로 끌어들여 테오도시우스에게 반기를 들고 콘스탄티노폴리스로 진격했고 콘스탄티노플 총대주교와 원로원을 상대로 협상을 벌여 717년 3월 25일 황제의 자리에 올랐다.

### 수도 방어
같은 해 여름 마슬라마가 이끄는 아랍의 8만 대군이 콘스탄티노폴리스를 포위했다. 레온은 이미 제위에 오른 직후부터 이슬람의 침공에 대비하여 이를 잘 막아내었다. 이슬람군은 1년 동안 육상과 해상을 포위하여 공격했으나 난공불락의 성은 결코 함락되지 않았다. 해전에서는 비잔티움의 유명한 그리스 화약으로 이슬람 함대를 공격했고 역사상 유례가 없었던 혹독한 겨울의 추위는 포위군을 괴롭혔다. 급기야 일부 아랍의 함대가 전선에서 이탈하고 트라키아에 주둔한 이슬람군을 불가르족이 공격해오자 아랍군은 포위를 풀어야만 했다. 용의주도한 레오의 공성전의 승리로 아랍인들은 유럽으로 진출하지 못하게 되었고 레오는 훌륭한 황제라는 평을 얻었다.

### 제1차 성상파괴운동
콘스탄티노폴리스의 방어로 인기가 높아진 레온 3세는 점차 자신의 종교적인 관점을 드러내고 강요하기 시작했다. 722년, 유대인과 몬타누스파에게 세례를 강요하기 시작했다. 그의 통치기간 중 가장 이례적인 것은 바로 성상파괴정책이었다. 그 정책의 유래는 이슬람교의 영향이라는 설이 있지만 이는 대체로 레온 3세를 반대하는 측의 주장이고 성상파괴는 그리스도 합성론(예수의 격인 인격, 신격이 혼합되었다 주장. 단성설참조. 단성론은 아리우스파로, 이단으로 배격되었다)과의 관계를 살펴보아야 한다. 실제로 레온 3세는 콘스탄티노폴리스 공방전 당시나 그 이후에 개인적으로 성상을 이용하기도 하였다. 그러나 725년 성상의 파괴를 주창하는 주교들이 황제에게 간언을 올렸고 이에 영향을 받은 황제는 다음 해부터 성화 사용을 공개적으로 비난하기 시작했다. 레온은 콘스탄티노폴리스에 있는 칼케의 청동대문의 성상을 파괴하는 것을 시작으로 대대적인 성상파괴명령을 내렸다. 그러나 서방 지역에서는 이에 반발하는 대규모 반대가 있었다. 성상파괴를 일종의 신성모독으로 간주한 것이다.
교황 그레고리오 2세는 이러한 레오 3세의 움직임에 즉각 반발하고 라벤나에서 주민들의 무장봉기를 부추겼다. 이와 같이 상황이 악화되었음에도 불구하고 레온 3세는 끝내 성상파괴령을 거두지 않았으며 오히려 군대를 보내 교황을 체포하려고 하였으나 그레고리오 2세는 병사들에게 체포당하기 전에 죽었다. 그의 뒤를 이은 교황 그레고리오 3세도 전임 교황과 마찬가지로 성상파괴에 대하여 강경한 입장을 취했다. 731년 레온 3세는 시칠리아와 칼라브리아의 교회에서 나오는 연간수입을 모두 몰수해버렸고 교황은 성상에 손을 대는 자는 모두 파문해 버리겠다고 맞받아쳤다. 이에 자극받은 레온은 발칸반도와 남부 이탈리아의 여러 교구를 콘스탄티노플 총대주교의 관할 하에 두었다.

### 말년과 죽음
레온 3세의 말년에 대하여는 별로 알려진 것이 없다. 이슬람 세력이 소아시아를 몇 차례 침범했고 이제는 일상이 되어버렸다. 레온의 치세 초기, 이슬람 세력으로부터 콘스탄티노폴리스를 훌륭히 방어하고 침략을 물리친 업적은 성상파괴운동으로 촉발된 동서 교회의 분열과 종교분쟁으로 그 빛이 많이 가려지게 되었다. 741년 6월 18일 레온 3세는 콘스탄티노폴리스에서 죽었고 그의 아들 콘스탄티누스 5세가 제위를 계승했다.

## 같이 보기
- 동로마 황제